# Geschichte Vorarlbergs

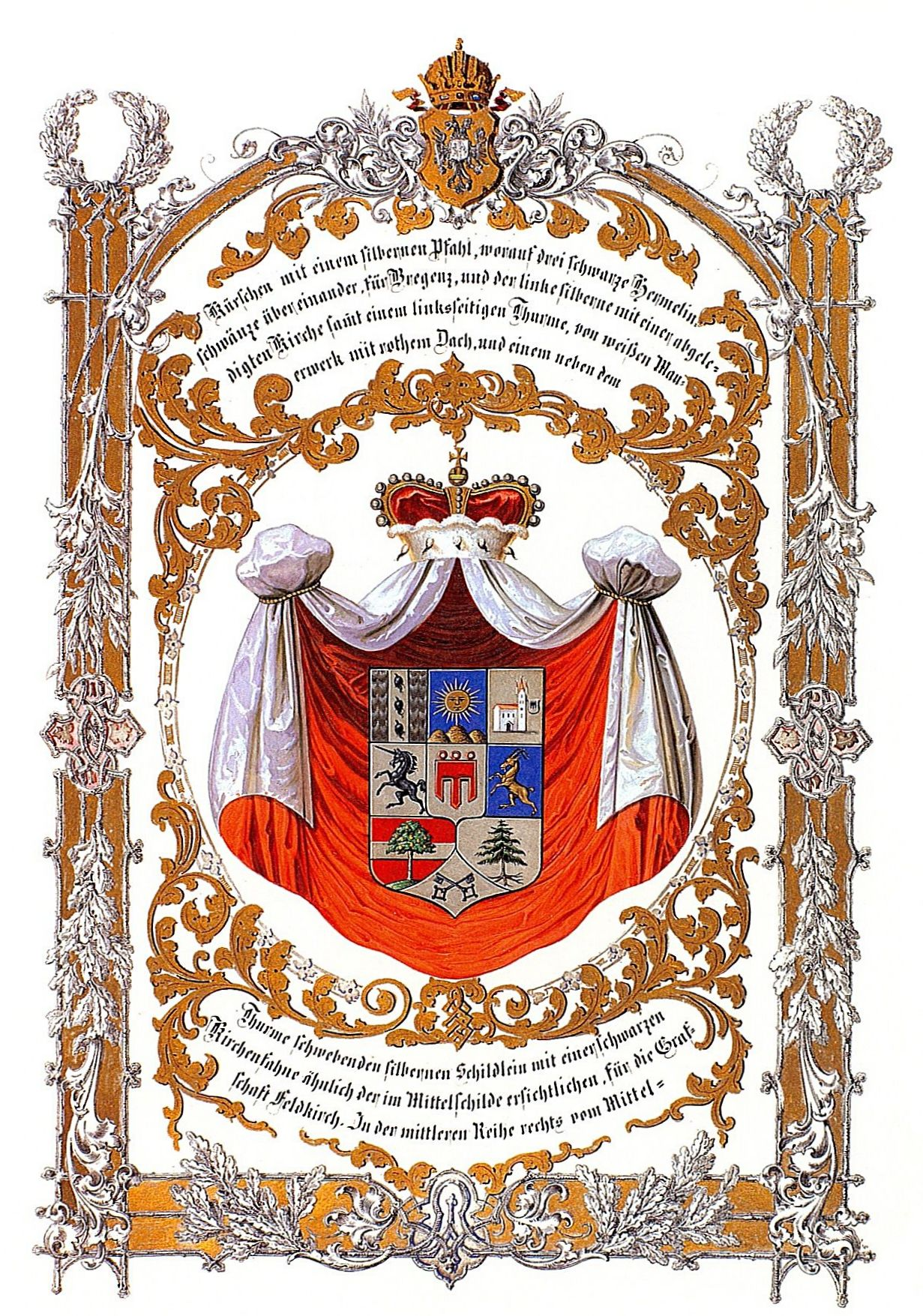
Wappen Vorarlbergs bis 1918

Die Geschichte Vorarlbergs lässt sich durch archäologische Funde bis zur Ur- und Frühgeschichte verfolgen.
Der Name Vorarlberg kam Mitte des 18. Jahrhunderts auf, abgeleitet aus der seit dem Spätmittelalter verwendeten Bezeichnung „die Herrschaft vor dem Arlberg“ für die habsburgischen Besitzungen westlich des Arlbergs. Der Name umfasste zeitweise auch einige Gebiete im Allgäu. Andere Gebiete des heutigen Vorarlbergs gelangten erst Anfang des 19. Jahrhunderts in habsburgischen Besitz und damit in Folge auch zu Vorarlberg, dessen heutige Grenzen seit 1814 fixiert waren. Erst 1861 wurde Vorarlberg ein eigenständiges Land der Habsburgermonarchie – bis 1918 allerdings noch in einer Verwaltungseinheit mit der gefürsteten Grafschaft Tirol. 
Nach dem Zusammenbruch von Österreich-Ungarn am Ende des Ersten Weltkrieges wurde Vorarlberg ein Bundesland der Republik Österreich und besteht seither mit einer Unterbrechung während der Zeit des Nationalsozialismus 1939 bis 1945, in welcher Vorarlberg in den Gau Tirol-Vorarlberg eingegliedert war.

## Ur- und Frühgeschichte
Das heutige Land Vorarlberg war bis zum Ende der letzten Eiszeit von Gletschern bedeckt. Nach der großen Eisschmelze hinterließen sie sehr feuchte Sumpfgebiete, die sich z. T. auf Meereshöhe befanden. Diese feuchten Ebenen im Rheintal wurden in den folgenden Jahrtausenden vom Rhein wieder aufgeschüttet. Überreste dieser Feuchtgebiete sind das Ried und das Rheindeltagebiet sowie sämtliche Auengebiete entlang der Ill und des Rheins.
Archäologische Funde im oberen Rheintal sowie in der Walgau-Region belegen eine frühe Siedlungstätigkeit in Vorarlberg, besonders im Bereich der Inselberge bei Götzis und Koblach. 1952 wurden in Koblach am Fuße des Kummenbergs Knochenreste entdeckt, die mit der C-14-Methode im Jahr 2006 auf den Zeitraum um etwa 7500 v. Chr. datiert wurden.

Auch die Hügel von Feldkirch und die Umgebung von Bregenz und Bludenz waren Orte reger Siedlungstätigkeit.
Im Dornbirner Gemeindegebiet konnten die ältesten Funde menschlicher Anwesenheit am Sünser Joch und an den Ufern des Sünser Sees in 1800 bis 1900 m in die mittlere Steinzeit (8000 bis 3000 v. Chr.) datiert werden, im Montafon – Bergbau bei Worms (Gemeinde Bartholomäberg) – sind 7000 Jahre alte Spuren belegt. Ein weiteres Fundstück, welches 1971 bei Aushubarbeiten für den Neubau der Achmühler Brücke entdeckt wurde, konnte als Dolchklinge aus Bronze identifiziert und der Bronzezeit (3000 bis 1800 v. Chr.) zugeordnet werden. Es handelt sich dabei um den ältesten Fund auf heute noch bewohntem Gemeindegebiet in Dornbirn.
Die erste größere Siedlung auf Vorarlberger Gebiet befand sich um 1500 v. Chr. auf dem Gebiet des heutigen Bregenz. Um 400 v. Chr. siedelte sich der keltische Stamm der Brigantier auf dem Gebiet des heutigen Vorarlbergs an.

## Römisches Reich
Um 15 v. Chr. wurde das heutige Vorarlberg durch die Römer erobert und der Provinz Rätien zugeschlagen. Aus dieser Zeit sind etliche Funde erhalten. Die wichtigste Siedlung auf dem Gebiet war die Stadt Brigantium, auf dem Gebiet der heutigen Landeshauptstadt Bregenz, die damals an die 1500 Einwohner hatte. Die Römer errichteten zahlreiche Transitstraßen und Poststationen. Im Jahr 259 n. Chr. wurde die Stadt Brigantium von den Alemannen zerstört und von der dortigen Bevölkerung wieder aufgebaut. Dieses Ereignis markiert den Beginn der Einwanderung der Alemannen.

## Die alemannische Landnahme

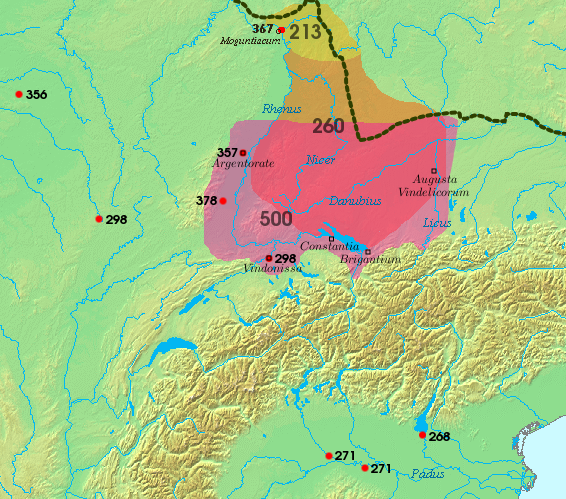
Alamannische Expansion vom 3. bis zum 6. Jahrhundert

Karte der alemannischen (rot) und hochburgundischen (grün) Reichsgaue im 10. und 11. Jahrhundert

Das Frühmittelalter war wie in den meisten Teilen Europas auch in Vorarlberg eine bewegte Zeit. Um 450 begannen die Alemannen, in Vorarlberg Siedlungen zu gründen und die rätoromanische Bevölkerung zurückzudrängen. Zwischen 610 und 612 wirkten die irischen Missionare Gallus und Kolumban in Vorarlberg und versuchten, die Bevölkerung zum Christentum zu bekehren. Im Jahr 719 wurde das Kloster St. Gallen gegründet, das auch für die Seelsorge in Vorarlberg zuständig war und das Land über Jahrhunderte prägte. In dieser Zeit geriet Vorarlberg auch unter die Herrschaft der Franken und wurde 843 Teil des Ostfränkischen Reiches.

## Mittelalter
Das heutige Vorarlberg umfasst den gesamten Gau Ringowe (entspricht etwa dem heutigen Vorarlberger Unterland und dem Bregenzer Wald) und den nördlichen Teil von Churrätien. Schon damals wurde die heutige Ostgrenze am Arlberg festgelegt. Die Gaue wurden von Grafen verwaltet. Aus dem Gau Ringowe entstand später die Grafschaft Bregenz, die bis in die Mitte des 12. Jahrhunderts vom Geschlecht der Udalrichinger regiert wurde. Sie konnten aufgrund ihrer Verwandtschaft mit den Karolingern das Gebiet in ihren Besitz bringen.
Die Grafen von Bregenz und das Kloster St. Gallen entwickelten sich hinsichtlich besitzpolitischer Fragen schon bald zu erbitterten Rivalen. Diese Streitigkeiten fanden in den 70er-Jahren des 11. Jahrhunderts im Rahmen des europaweiten Investiturstreits ihren vorläufigen Höhepunkt. Im Rahmen dieses Streits hielt das Kloster St. Gallen zu Kaiser Heinrich IV., während die Bregenzer Grafen die Politik Papst Gregors VII. unterstützten. Mit den Welfen hielt gleichzeitig auch eines der bedeutendsten schwäbischen Grafengeschlechter zum Papst. Als Herzog Welf IV. im Jahre 1079 einen Feldzug am Rhein entlang südwärts machte, annektierte er allem Anschein nach die Besitzungen des Klosters Sankt Gallen und verteilte diese als Kriegsbeute anschließend an seine Hausklöster, die Benediktinerabtei Weingarten und das Frauenkloster Hofen (heute Friedrichshafen). Das bedeutendste Kloster auf dem Boden der Grafschaft Bregenz war das Kloster Mehrerau, das über etliche Besitzungen im Vorarlberger Unterland und im heutigen Bregenzer Wald verfügte.

### Vorarlberg unter den Grafen von Montfort (13. Jh.)

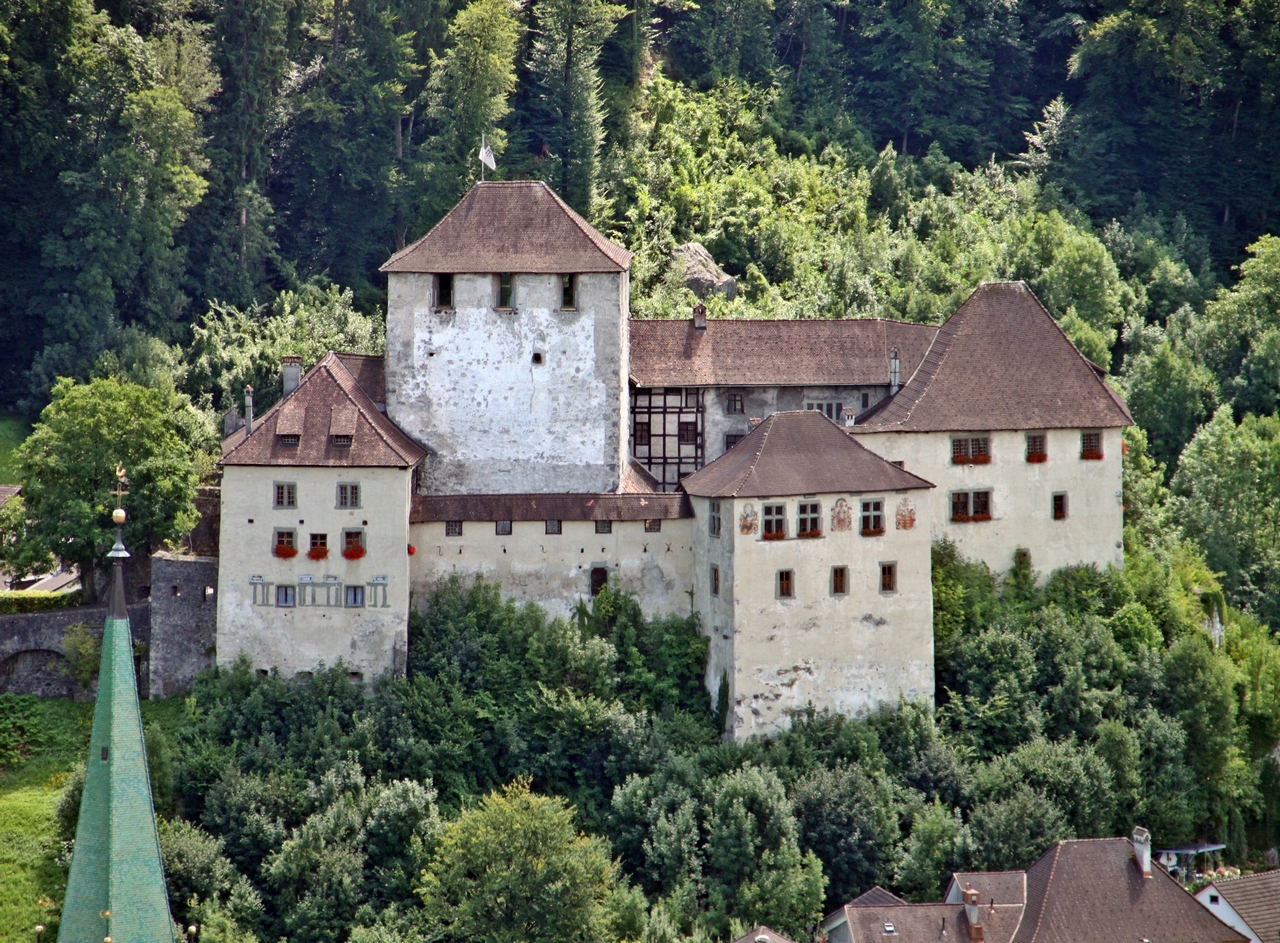
Die Feldkircher Schattenburg war Stammsitz der Grafen von Montfort-Feldkirch

Im Jahre 1150 verstarb mit Graf Rudolf von Bregenz der letzte männliche Angehörige des udalrichingischen Adelsgeschlechts zu Bregenz. Sein Erbe teilten sich dessen Schwiegersohn, Pfalzgraf Hugo I. von Tübingen und ein entfernter Verwandter des verblichenen Grafen namens Rudolf von Pfullendorf. Die Pfalzgrafen von Tübingen brachten das dreilatzige Wappen ein, das in unterschiedlichen Farbvariationen in der Zukunft für die verschiedenen aus Teilungen hervorgehenden Zweige der Familie stehen sollte. Als Pfalzgraf Hugo im Jahr 1182 starb, hinterließ er dem älteren seiner beiden Söhne, Rudolf, den Pfalzgrafentitel sowie sämtliche Tübinger Besitzungen. Sein jüngerer Sohn namens Hugo erhielt Güter und Rechte aus dem angetretenen Bregenzer Erbe. Dieser Hugo errichtete um das Jahr 1200 bei Götzis eine Burg, der er den Namen Montfort (starker Fels, starke Burg) gab. Er nannte sich fortan auch von Montfort.
Etwa zur selben Zeit gründete er mit der Errichtung der Schattenburg die Stadt Feldkirch. Die Söhne Hugos wiederum, Hugo II. und Rudolf, teilten das väterliche Erbe: Während Hugo II. die rechtsrheinischen Besitzungen erhielt, spaltete sich Rudolf mit seinen Besitzungen linksrheinisch ab, gründete bei Buchs einen eigenen Stammsitz und nannte sich hernach auch von Werdenberg. Um 1270 spalteten sich die Montforter Grafen in drei Linien auf: Montfort-Feldkirch, Montfort-Bregenz und Montfort-Tettnang. Das heutige Vorarlberg war von den beiden Zweigen Montfort-Bregenz und Montfort-Feldkirch beherrscht. Das Gebiet der Grafschaft Bregenz gehörte den Herren von Montfort-Bregenz und das restliche Gebiet, das in etwa dem heutigen Vorarlberger Bezirken Feldkirch und Bludenz entsprach, wurde von Montfort-Feldkirch kontrolliert.
1338 starb die Bregenzer Linie der Montforter Grafen aus. Dies führte zur Teilung der Grafschaft Bregenz unter den beiden verbliebenen Linien: Der Raum Dornbirn kam gemeinsam mit dem hinteren Bregenzerwald zur Herrschaft Feldkirch und der Rest zur Herrschaft Tettnang. Dieser Herrschaftswechsel sorgte unter anderem in Dornbirn für einige Turbulenzen, besonders bei der Oberschicht. Ein Teil dieser Dornbirner Bürger unter Führung von Johann Huber (Huober) engagierte sich für einen Anschluss an den Tettnanger Zweig. Als Ulrich von Montfort-Feldkirch 1338 Dornbirn annektierte, mussten die wohlhabenden Bürger Bürgschaften gegen fluchsämi (unerlaubtes Wegziehen) leisten. Huber begab sich dennoch zu Graf Wilhelm von Montfort-Tettnang, woraufhin sein gesamtes Hab und Gut konfisziert wurde. Erst zwei Jahre später hob ein Schiedsgericht diese Sanktionen gegen Huber wieder auf.
Im späten 13. und frühen 14. Jahrhundert begannen die Walser, die Gebirgslagen Vorarlbergs zu besiedeln. Sie prägten vor allem das Große und Kleine Walsertal wie auch das Arlberggebiet.

### Vorarlberg wird vorderösterreichisch (1375)

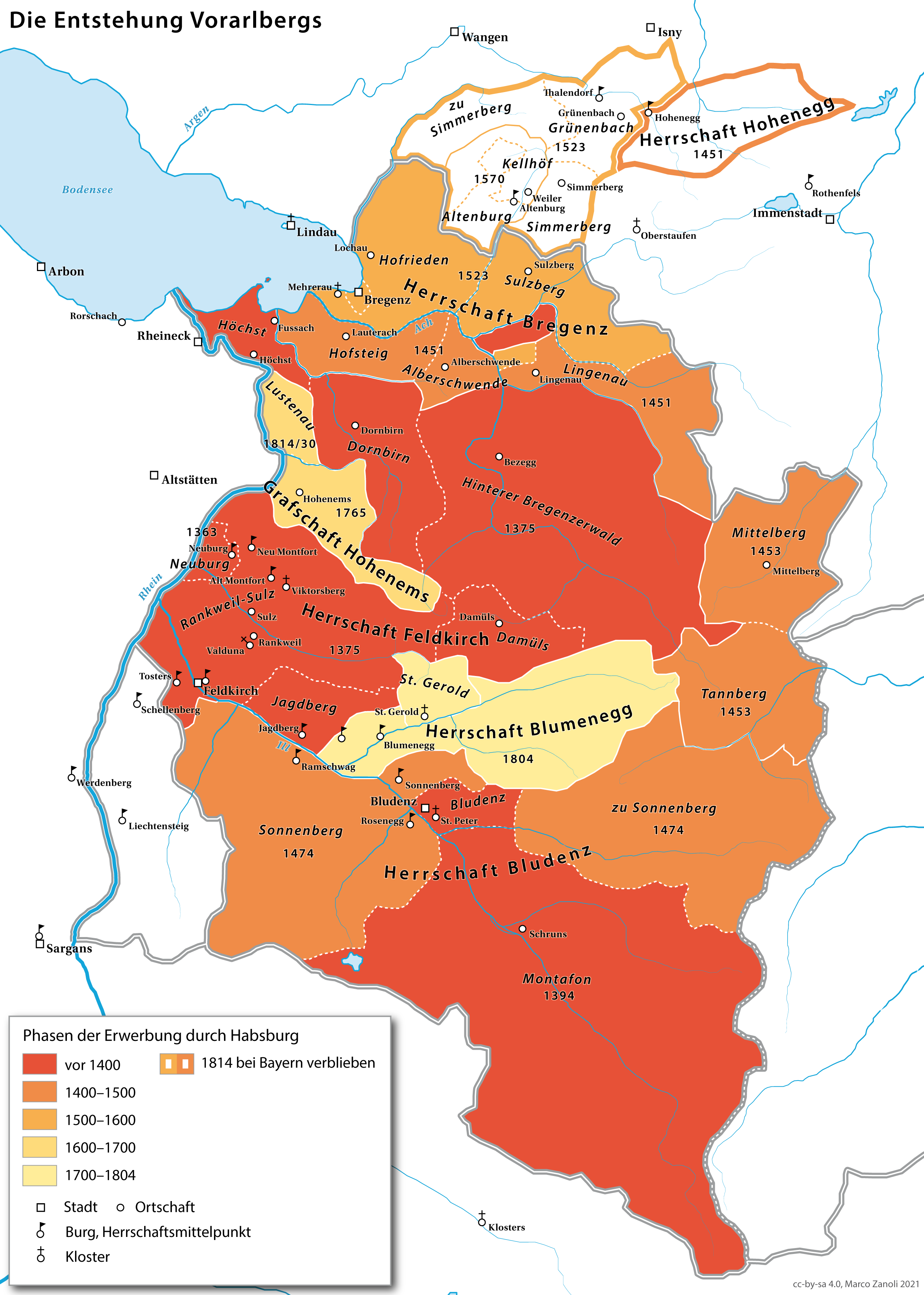
Karte zur Entstehung Vorarlbergs im Rahmen der habsburgischen Erwerbungen ab 1363

1337 schlossen Rudolf III. und Ulrich II., beide von Montfort-Feldkirch, ein ewiges Bündnis mit den Herzögen von Österreich, das die Besitzungen Montfort-Feldkirchs langfristig unter habsburgischen Einfluss brachte. 1363 fasste Herzog Rudolf IV. von Österreich als erster Habsburger in Vorarlberg Fuß, indem er den Rittern Thumb von Neuburg deren Burg und Herrschaft abkaufte. Zu dieser Zeit besaß Graf Rudolf IV. von Montfort-Feldkirch die Herrschaft Feldkirch. Da drei seiner vier Söhne noch vor ihm verstarben, verließ der vierte Sohn, Graf Rudolf V., welcher Dompropst von Chur war, den geistlichen Stand und heiratete 1369 Agnes von Matsch.
Nach dem Tod seines Vaters am 13. März 1375 trat er dessen Nachfolge an. Bereits am 22. Mai desselben Jahres veräußerte er den Großteil seines Besitzes um 30.000 Gulden an Österreich. Die letzte Rate des Kaufpreises wurde 1379 bezahlt. Daher huldigten am 9. Januar 1380 Ammänner und Landleute des Bregenzerwalds, von Staufen, Langenegg, Dornbirn samt der eigens angeführten Parzelle Knüwen (Knie) ihrem neuen Landesherren Herzog Leopold III. und schworen ihm Gehorsam.
1394 erwarben die Habsburger die Herrschaft Bludenz mit dem Montafon und 1397 die Herrschaft Jagdberg. Am Beginn des 15. Jahrhunderts geriet Vorarlberg in die Wirren des Appenzellerkrieges, die auch in Vorarlberg, vor allem im Walgau, zu den großen Bauernunruhen von 1402 führte. Vorarlberg diente damals den Habsburgern als Aufmarschgebiet gegen die Schweizer Eidgenossen.
1451 kauften die Habsburger die Hälfte der Grafschaft Bregenz, erwarben 1453 die Gerichte Tannberg und Mittelberg, 1474 die Grafschaft Sonnenberg (der Truchsessen aus dem Haus von Waldburg) und 1523 die zweite Hälfte der Grafschaft Bregenz, nachdem der letzte Zweig des Montforter Geschlechts auf Vorarlberger Boden ausgestorben war. Somit stand das Gebiet des heutigen Vorarlberg bis auf die Herrschaft der Ritter von Ems, die Herrschaften Blumenegg und St. Gerold, Besitz der Klöster Weingarten bzw. Einsiedeln, und des Reichshofes Lustenau unter habsburgischer Herrschaft.
Die nun habsburgischen Herrschaften wurden von einem Landvogt, der seinen Sitz in der Stadt Feldkirch hatte, bis ins Jahr 1753 verwaltet. Anschließend wurde die Verwaltung auch der vorarlbergischen Gebiete bis 1804 in Freiburg im Breisgau als Teil Vorderösterreichs ausgeübt. Die Herrschaft von Ems wurde 1560 zur Reichsgrafschaft von Hohenems.

## Reformation, Hexenprozesse und der Dreißigjährige Krieg (ca. 1500 bis ca. 1680)

### Hexenverfolgung
Vorarlberg war genauso wie die meisten Gebiete der österreichischen Monarchie von Hexenprozessen betroffen. In Vorarlberg gab es für österreichische Verhältnisse sogar relativ viele Hexenverfolgungen. 1498 wurde in Vorarlberg die erste Hexe gefangen genommen. Es handelte sich dabei um die Mutter des späteren Hofhistorikers Jakob Mennel. 1528 fand gegen Frau Elsa Guotschelckhin aus Latz bei Nenzing der erste Hexenprozess statt. Im selben Jahr wurde der Feldkircher Stadtmedicus Georg Iserin, Vater des Gelehrten Georg Joachim Rheticus, wegen Betrugs und Hexerei hingerichtet. In der Mitte des 16. Jahrhunderts kam es zu einer Hexenverfolgungswelle, die so ausartete, dass die Landgrafen einschreiten mussten. Besonders davon betroffen war der Bregenzerwald. Aufgrund der Intervention aus Innsbruck blieb es für einige Zeit ruhig.
Zwischen 1570 und 1615 fanden in Vorarlberg wieder etliche Hexenprozesse statt. Besonders stark waren die Verfolgungen um das Jahr 1600, wo zeitgleich mehrere Prozesse stattfanden. Die größten waren 1604 in Dornbirn und 1609 in Bregenz. Die meisten Hinrichtungen erfolgten beim Bregenzer Prozess im Jahr 1609, wo 16 Menschen hingerichtet wurden.
Während des Dreißigjährigen Kriegs flaute die Hexenverfolgung stark ab. Es wurden im Zeitraum zwischen 1618 und 1648 nur drei vermeintliche Hexen hingerichtet.
Nach dem Dreißigjährigen Krieg bis etwa 1677 fanden noch mehrere Prozesse statt: 1651 wurden im Raum Feldkirch die letzten acht Hexen hingerichtet. Im selben Jahr verstarb eine Frau in Bregenz an den Torturen, die sie bei einem Hexenprozess erlitten hatte. Der letzte Hexenprozess im Vorarlberger Herrschaftsgebiet fand 1656/57 statt und endete für alle Angeklagten mit einem Freispruch. In der zu dieser Zeit nicht zu Vorarlberg gehörenden Grafschaft Hohenems wurden 1649 und 1653 24 Personen als Hexen hingerichtet. Der letzte Hexenprozess in der Grafschaft Hohenems war im Jahr 1677. Nach diesen Prozessen wurde des Öfteren versucht, Hexenprozesse einzuleiten. Dies scheiterte jedoch an den Behörden, die damals von Innsbruck aus gesteuert wurden. Man geht davon aus, dass auf Vorarlberger Gebiet zwischen 1528 und 1677 mindestens 166 Menschen infolge eines Hexenprozesses hingerichtet wurden. 80 Prozent davon waren weiblich.

### Reformationszeit
Zur selben Zeit begannen die Wirren, die durch die Reformation ausgelöst wurden. Eng mit der Reformation verbunden waren die beiden Brüder Bartholomäus und Johannes Bernardi aus Schlins. Die beiden waren zu dieser Zeit in Wittenberg tätig und waren Schüler Martin Luthers. Bartholomäus löste schon 1516 einen Disput aus, weil er Luthers Thesen vertrat und wurde zudem der erste protestantische Priester, der mit dem Zölibat brach. Er heiratete 1521, vier Jahre früher als Luther.
In Vorarlberg selbst bekannten sich sehr viele Laien wie auch Theologen zur protestantischen Lehre und mussten daraufhin das Land verlassen. Sie bekamen in protestantischen Ländern Asyl. Zu dieser Zeit war es in Vorarlberg strengstens verboten, sich die reformierte Lehre anzueignen. Es war sogar nicht erlaubt, im Ausland bei einem Protestanten eine Arbeit anzunehmen.
1617/18 kam es im Bregenzer Wald zu einer Verfolgung von Täufern, die sich vor allem auf Au konzentrierte.

### Dreißigjähriger Krieg
Vorarlberg war im Vergleich zu anderen Gebieten nur am Rande vom Dreißigjährigen Kriegs betroffen. Man nimmt an, dass etwa 5 bis 10 Prozent der Bevölkerung in den Kriegswirren umgekommen sind.
Vorarlberg spielte vor allem im Grenzkrieg gegen Graubünden eine große Rolle. Vorarlberger Truppen drangen über die Berge in das Prättigau ein und richteten dort enorme Verwüstungen an. Die nach der Invasion folgenden rücksichtslosen Gegenreformationsversuche, die vor allem von Kapuzinern durchgeführt wurden, führten zum Widerstand der Bündner. Diese unternahmen, nachdem sie die Vorarlberger Truppen 1622 am Fläscherberg besiegt hatten, im Sommer desselben Jahres mehrere Raubzüge, die sie unter anderem ins Montafon führten, wo sie besonders brutal waren: Sie plünderten etliche Häuser, erbeuteten hunderte Stück Vieh und erpressten Brandschatzgelder. Daraufhin erfolgten etliche Invasionen von Vorarlberg aus. Ein Einmarsch der österreichischen Truppen in Graubünden beendete die Raubzüge. Österreich kontrollierte Graubünden danach bis 1624 und von 1629 bis 1631.
In den späten 20er und in den 30er-Jahren wütete in Vorarlberg die Pest besonders schlimm in Dornbirn, wo mehr als 50 Prozent der Einwohner starben. Bludenz, das von der Pest verschont blieb, brannte 1638 nieder.
In den 1630er-Jahren verlagerten sich die Kriegsschauplätze vom Süden des Landes in den Norden. Besonders stark betroffen waren die Ortschaften nördlich von Bregenz, vor allem das Leiblachtal und die Allgäuer Gebiete, die damals zu Vorarlberg gehörten. Anfang Jänner 1647 eroberten schwedische Truppen Bregenz und unternahmen von dort aus mehrere Plünderungszüge, die sie in den Bregenzer Wald und bis nach Bludenz führten. Sie mussten aber aufgrund der geänderten politischen Lage bald wieder abziehen.

### Vorarlberg und die Juden
Im Jahr 1617 siedelten die ersten Juden in Hohenems, wo die einzige dauerhafte jüdische Gemeinde auf Vorarlberger Boden entstand, die bis zum Zweiten Weltkrieg existierte.
Andernorts war der Aufenthalt von ins Exil vertriebenen Juden nur von kurzer Dauer: Zwischen 1637 und 1644 ließen sich einige Juden in der Herrschaft Blumenegg und in einigen Gemeinden im Rheintal nieder, verließen das Land allerdings nach kurzer Zeit. Länger hatte jedoch die jüdische Ansiedlung in Sulz Bestand, die 1677 durch Exiljuden entstand. Die meisten Sulzer Juden verließen zwar bald wieder das Land, die drei reichsten von ihnen blieben jedoch und gründeten die jüdische Gemeinde von Sulz, die bis 1744 bestand.

## Aufklärung, Revolten, Umbrüche und die napoleonischen Kriege (1680 bis 1861)

### Revolte des „gemeinen Mannes“ und Erbfolgekriege
Nach den Wirren der Religionskriege, von denen Vorarlberg mehr oder weniger stark betroffen war und die vor allem dem Mittelstand den Niedergang bescherten, herrschte nun eine ungleiche Machtverteilung zugunsten der Reichen. Dies führte am Anfang des 18. Jahrhunderts zur Revolution des gemeinen Mannes, die vom Montafon ausging. Diese Revolution hatte zur Folge, dass es 1707 zu einem gerechteren Steuersystem kam und dass jeder unter Eid seinen Besitz bekannt geben und besteuern lassen musste. Weiterhin wurde in vielen Gemeindeordnungen festgelegt, dass die Amtsträger nicht mehr miteinander verwandt sein durften.
Diese Änderungen trafen vor allem die Eliten und wurden von der Bevölkerung begrüßt. Als jedoch zugleich eine Steuer auf den Export von Garn eingeführt wurde, die vor allem die unteren Schichten traf, kam es zu schwereren Unruhen: In Dornbirn wurde der Steuereintreiber von aufgebrachten Frauen überfallen und in Bregenz wurde der leitende Beamte von Demonstranten gezwungen, auf die Abgaben zu verzichten. Er wurde daraufhin nach Lindau vertrieben. Dies hatte eine militärische Intervention zur Folge, die wieder die alte Situation herstellte. Dies sollte eine der wenigen revolutionären Bewegungen in Vorarlberg bleiben.
Von den Erbfolgekriegen, die in der ersten Hälfte des 18. Jahrhunderts tobten, war Vorarlberg nur indirekt betroffen. Sie machten sich vor allem durch die Stationierung von Truppen im Land bemerkbar.

### Aufklärung, Theresianische und Josephinische Reformen
Unter Kaiserin Maria Theresia kam es zu mehreren Reformen. Besondere Auswirkung auf Vorarlberg hatte die damalige Verwaltungsreform, die die Verlagerung der Verwaltung von Innsbruck nach Konstanz zur Folge hatte. 1763 erhielten die Habsburger die Grafschaft Hohenems, nachdem das dortige Geschlecht in der männlichen Linie ausgestorben war.
Für die Vorarlberger Juden wie auch für andere religiöse Gruppierungen in der Monarchie waren die Zeiten alles andere als rosig: 1744 kam es zur gewaltsamen Vertreibung der Juden von Sulz. 1750 folgte dann ein Erlass von Maria Theresia als Landesherrin, der die Juden für alle Ewigkeit aus Vorarlberg verbannte und ihnen jeden Handel in Vorarlberg verbot. Diesem Erlass ging eine jahrelange judenfeindliche Politik der Vorarlberger Landstände voraus. 1769 erließ die Landesherrin eine Verordnung, die den Handlungsbereich der Juden auf die Gemeinden Hohenems und Lustenau beschränkte.
1770–1772 wurde in Hohenems eine Synagoge für die dortige jüdische Gemeinde errichtet. Dieser Bau kann heute als Vorzeichen des von Josef II. erlassenen Toleranzpatentes von 1781 angesehen werden, das die Leibeigenschaft abschaffte und die Toleranz nichtkatholischer Religionsausübung einführte.

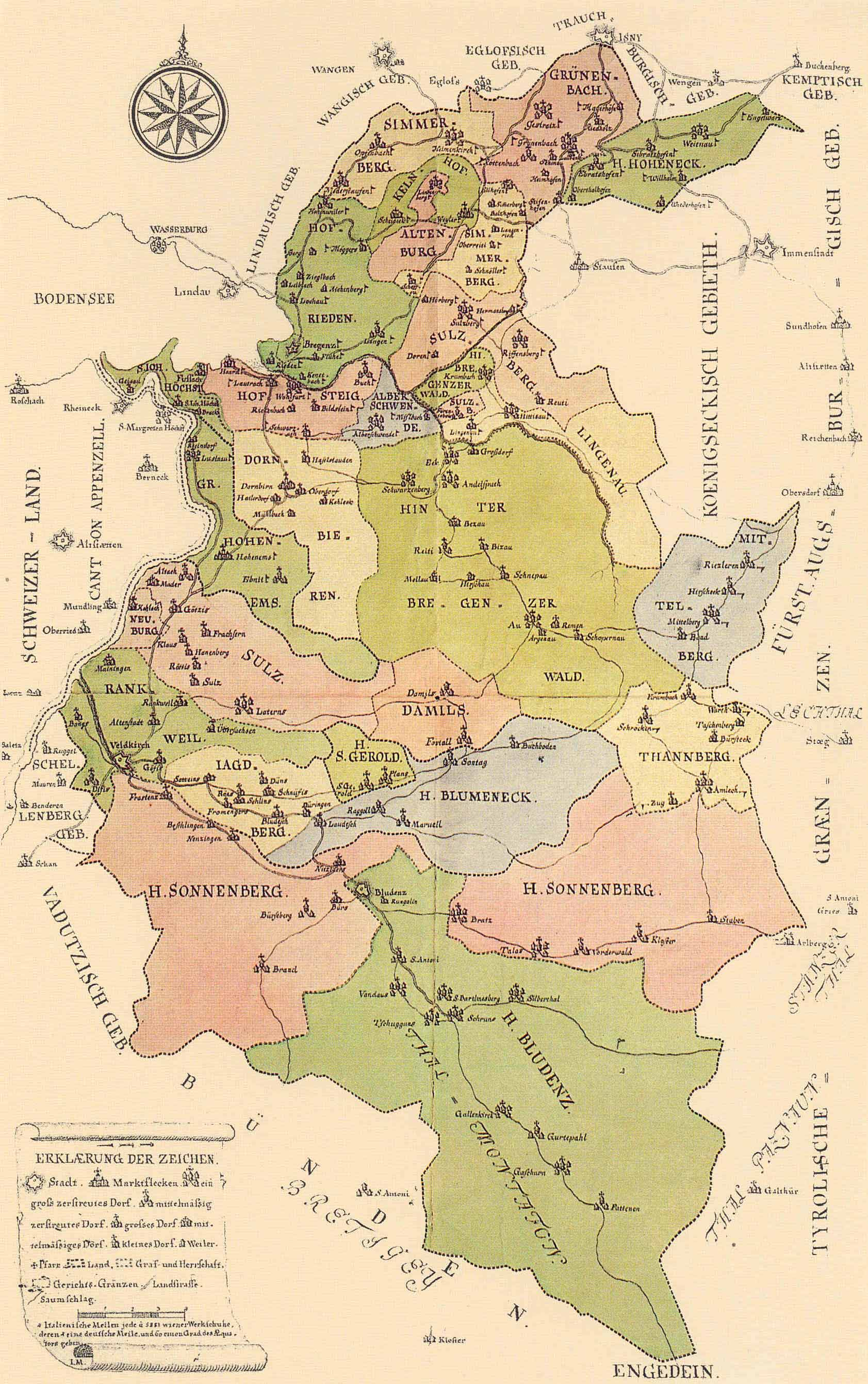
Karte der Landstände des Tiroler Oberamtes Bregenz von 1783

Die 1780er Jahre waren auf Grund der Reformen Josefs II. ereignisreich: Es kam im Auftrag des Kaisers, wie in der ganzen österreichischen Monarchie, zu Schließungen der Klöster kontemplativer Orden und zu Schleifungen von Klostergebäuden, zur Abschaffung von 22 kirchlichen Feiertagen und 1786 zur Errichtung eines staatlichen Beamtenapparates, der viele Bereiche des öffentlichen Lebens regelte. Prozessionen, Wallfahrten und sonstige Bräuche (Funkenfeuer, Fasching, Wetterleuten) wurden verboten oder stark eingeschränkt. Zudem wurde, wie in den übrigen österreichischen Erblanden, Gewohnheitsrecht weitgehend durch geschriebenes Recht ersetzt. Gerichte durften nur noch mit ausgebildeten Juristen besetzt werden. Diese Reformen führten auch in Vorarlberg zu großen Widerständen und 1790 zur Abfassung eines Beschwerdekataloges durch den Vorarlberger Landtag. Teile der Reform mussten von Josefs 1790 auf den Thron gelangten Nachfolger Leopold II. wegen der großen Widerstände wieder aufgehoben werden.
1783 wurde aufgrund der josefinischen Reformen die Gründung einer Diözese mit dem Sitz in Bregenz diskutiert. Vorarlberg war damals kirchlich noch immer unter den drei Bistümern Konstanz, Chur und Augsburg aufgeteilt. Die Gründung scheiterte jedoch am Widerstand der Bischöfe. Bis zur Entstehung der Diözese Feldkirch sollte es noch bis 1968 dauern.
Mit der Errichtung des Tirolischen Kreisamtes Vorarlberg 1786, seinerzeit für die habsburgisch übernommenen Herrschaften Bregenz und Hohenems, tritt das Land das erste Mal als geschlossenes Gebiet in Erscheinung.
1804 rundete der Erwerb der Herrschaften Blumenegg und St. Gerold, ehemals Besitz der Klöster Weingarten bzw. Einsiedeln, und schließlich 1814 des ehemaligen Reichshofes Lustenau das Territorium ab.

### Die napoleonischen Kriege
Die nach der französischen Revolution einsetzenden napoleonischen Kriege (Koalitionskriege) machten sich schon 1795 durch die Ankunft von französischen Flüchtlingen und durch die Stationierung von Soldaten bemerkbar. 1796 drangen die Franzosen über Bregenz bis nach Götzis vor. Sie konnten zwar von der Landesverteidigung vertrieben werden, richteten jedoch enormen Schaden an.
Nach der Besetzung der Schweiz durch die Franzosen im Jahr 1798 wurden die Vorarlberger Städte befestigt.
Am 22./23. März 1799 kam es zu einer Schlacht in Tosters bei Feldkirch, wo die Vorarlberger Landesverteidigung unter der Führung von Josef Sigmund Nachbauer und Bernhard Riedmiller wie auch dem kroatischen General Jellachich den französischen General André Masséna, der mit einem dreifachen Übermacht angerückt war, vernichtend schlug. Die durchziehenden Truppen des verbündeten russischen Generals Suworow plünderten wegen mangelnder Versorgung das Land, sodass Vorarlberg im Oktober 1799 vor einer Hungersnot stand.
Auch das Kriegsglück selbst wendete sich rasch zugunsten Frankreichs: Im Frühjahr 1800 mussten die österreichischen Truppen in Südwestdeutschland vor den Franzosen weichen. Dies hatte am 11. Mai die Besetzung von Bregenz und am 14. Juli die Eroberung Feldkirchs zur Folge.
Bald darauf kam es zum Frieden von Campoformio, der im Frieden von Lunéville vom 9. Februar 1801 bestätigt wurde und für Österreich enorme Gebietsverluste bedeutete.
Im Jahr 1804 kamen aufgrund der Auflösung der geistlichen Fürstentümer wie auch der Reichsstädte (siehe Reichsdeputationshauptschluss 1803) die Herrschaften Blumenegg und St. Gerold zu Vorarlberg. Außerdem kam 1804 die Reichsstadt Lindau aufgrund eines 1803 mit Karl August von Bretzenheim abgeschlossenen Tauschvertrages kurzzeitig zu Vorarlberg.
Nachdem die Dreikaiserschlacht von Austerlitz am 2. Dezember 1805 für Napoleon positiv verlaufen war, musste Österreich im Frieden von Preßburg Vorarlberg und Tirol an das mit Frankreich verbündete Bayern abtreten.

### Vorarlberg unter Bayern

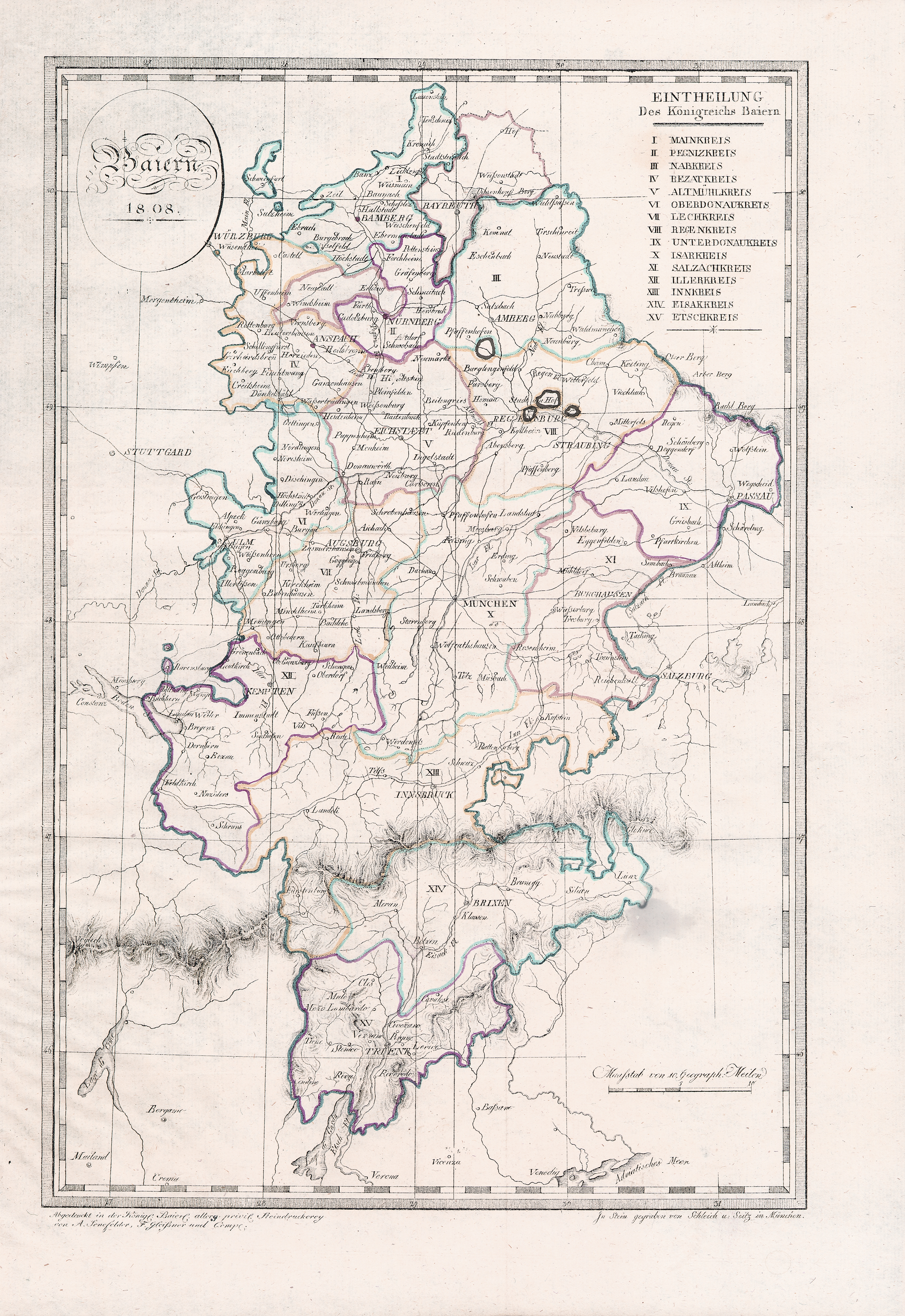
Vorarlberg beim Kgr. Bayern, 1808

Vorarlberg wurde, wie im Frieden von Preßburg zwischen Napoleon und Österreich vereinbart, im März 1806 von Bayern annektiert, und dem Illerkreis mit Verwaltungssitz Kempten angegliedert. Bayern verzeichnete durch den erfolgreichen Krieg an Napoleons Seite enorme Gebietsgewinne, was die Neuorganisation des Königreiches unumgänglich machte. Diese Reformen waren noch weitreichender als die von Kaiser Josef II.: Neben der Schleifung der letzten Klöster, Schließung einiger Kirchen und Kapellen und dem Verbot vieler Bräuche führte Bayern auch die allgemeine Wehrpflicht ein. Die allgemeine Wehrpflicht empörte die Bevölkerung so sehr, dass es 1807 zu einem Frauenaufstand in Krumbach kam: Die Frauen entwendeten die Rekrutierungsdaten ihrer Söhne aus dem Büro des zuständigen Beamten.
Parallel zu den Unruhen in Tirol und dem neuerlichen Krieg zwischen Frankreich und Österreich (Österreichisch-Französischer Krieg) gab es auch in Vorarlberg im Jahre 1809 eine Volkserhebung, die von Anton Schneider angeführt wurde. Die Vorarlberger Truppen konnten die Bayern aus Vorarlberg vertreiben, wurden jedoch besiegt, nachdem sie unter der Führung von Bernhard Riedmiller die Stadt Lindau erobert hatten, über den See bis nach Konstanz vordringen konnten und auch diese Stadt belagerten. Die Erhebung brach aber bereits im Juli desselben Jahres wieder zusammen. Wiederholt wurde in dieser Zeit versucht die bayerische Illerkreis-Hauptstadt Kempten zu besetzen, was jedoch scheiterte. Die Vorarlberger Seite hatte bei Kämpfen große Verluste erlitten, wovon die Vorarlberger Gräber zeugen.
Nach der Niederlage der Vorarlberger forderte Napoleon die Erschießung von Anton Schneider. Dem wurde allerdings keine Folge geleistet. Nach dem Aufstand entspannte sich die Lage wieder, weil die Reformen wesentlich humaner umgesetzt und das Land wesentlich föderaler regiert wurde. Bayern schaffte zu dieser Zeit die alten Gerichte ab, führte die Sozialsprengel ein und schuf eine moderne Rechtsprechung. 1810 wurde eine wichtige Volkszählung abgehalten, die Montgelas’schen Zählungen. Zudem wurden im Jahr 1813 die Juden den Christen rechtlich fast gleichgestellt und erhielten zum ersten Mal in der Vorarlberger Geschichte einen Nachnamen.

### Vom Wiener Kongress bis zur Landesgründung 1861
Nach dem Ende der napoleonischen Kriege kam Vorarlberg, allerdings ohne das Westallgäu, am 7. Juli 1814 wieder zurück zu Österreich, das seit 1804 ein eigenständiges Kaisertum bildete. Österreich stellte die alte Verfassung nicht mehr zur Gänze her, was vor allem im Landtag für Unmut sorgte. Das Metternich’sche System der Staatspolitik bewirkte innenpolitische Einflusslosigkeit der Untertanen, polizeiliche Unterdrückung jeder Opposition, Spitzelwesen und Zensur im Spannungsfeld der Bürger zwischen diese Lage in Kauf nehmendem Biedermeier und auf Veränderungen hinarbeitendem Vormärz.
Das Jahr ohne Sommer 1816 sowie das Folgejahr 1817 brachten auch über Vorarlberg eine große Hungersnot. 1817 kam Vorarlberg auf Intervention von Kaiser Franz I. zur Diözese Brixen. Zur Verwaltung wurde von Brixen ein Generalvikar nach Feldkirch entsandt. 1845 bis 1847 grassierte in Vorarlberg wie in ganz Westeuropa die Kartoffelfäule, die zu enormen Hungersnöten und zu einer großen Auswanderungswelle nach Übersee führte; eine zweite Welle folgte von 1850 bis 1854.
Die in Wien ausgebrochene Märzrevolution 1848, die die alte Ordnung erschütterte, erreichte Vorarlberg endgültig am 18. April 1848, als liberale Bürger und Fabrikarbeiter den Landtag in Feldkirch sprengten und eine demokratische Wahl erzwangen. Bei dieser Wahl, die sogleich erfolgte, wurden auch die einst reichsunmittelbaren Gebiete Lustenau, Blumenegg und St. Gerold berücksichtigt, die erst Anfang des 19. Jahrhunderts an Österreich gefallen waren. Hauptforderungen der Demonstranten waren die Einführung der Pressefreiheit, das Männerwahlrecht und vor allem die Loslösung von Tirol. Die Revolution endete mit der Wiederherstellung der alten Machtverhältnisse am 4. März 1849; Vorarlberg wurde erst 1861 eigenständiges Land. Bis zum Erlass der österreichischen Dezemberverfassung von 1867 herrschte in Vorarlberg wie im übrigen Österreich der Neoabsolutismus. Ab 1868 begannen die weltanschaulichen Lager – Katholisch-Konservative, Liberale, später auch Sozialdemokraten – sich in Vereinen politisch zu organisieren und Parteien zu bilden.
Am 5. Juli 1852 kam es zum Zollvertrag zwischen Österreich und dem Fürstentum Liechtenstein, der den freien Waren-, Post-, Eisenbahn- und Straßenverkehr regelte. Liechtenstein verwendete auch die österreichische Währung (Gulden, ab 1892 Kronen). Dieser Vertrag wurde 1919 von Liechtenstein aufgekündigt und in ähnlicher Form 1923 mit der Schweiz abgeschlossen. Der Zollvertrag wirkt jedoch bis heute nach: Die Bahnstrecke im Fürstentum Liechtenstein wird, wie seinerzeit von den k.k. Staatsbahnen, von den ÖBB betrieben, das Landeskrankenhaus Feldkirch wurde vom Fürstentum mitfinanziert.

## Land Vorarlberg: Industrialisierung und Erster Weltkrieg (1861 bis 1918)
Im Jahr 1861 wurde Vorarlberg in der heutigen Form aus der Taufe gehoben. Durch das kaiserliche Patent vom 26. Februar 1861, die Februarpatent genannte Verfassung für die gesamte Monarchie, wurde Vorarlberg ein Land mit eigenem Landtag und Landesausschuss (= Landesregierung) in Bregenz sowie eigenen Landesgesetzen; es stellte nun bis 1918 eines der 17 Kronländer Altösterreichs dar (Größenvergleich der Kronländer siehe hier). Es verblieb allerdings in administrativer Hinsicht bis 1918 in einer Verwaltungseinheit mit der Gefürsteten Grafschaft Tirol. Die gesamtstaatliche Verwaltung für Vorarlberg und die Aufsicht über die autonomen Landesgremien oblagen der k.k. Statthalterei für Tirol und Vorarlberg in Innsbruck, die den Kaiser und die k.k. Regierung in Wien vertrat.
1862 wurde in Wien der Österreichische Alpenverein gegründet. Damit begann der organisierte Alpentourismus, der durch die begonnene Erschließung der Alpenregionen durch Bahnlinien und Straßen gefördert wurde.
1867 wurde das Februarpatent 1861 von der Dezemberverfassung abgelöst, die in den im Reichsrat vertretenen Königreichen und Ländern bis 1918 galt. Staatsbürger aller Muttersprachen und aller Konfessionen waren nun gleichberechtigt. Dies bedeutete, da jüdische Österreicher nun überall wohnen durften, das Ende des Landjudentums und begünstigte die Abwanderung der Juden in die Städte. Für die jüdische Gemeinde in Hohenems bedeutete dies einen enormen Aderlass: Sie hatte in den 1850er Jahren noch über 500 Mitglieder, 1890 waren es nur noch 118 und 1934 nur noch 18. Die letzten Juden wurden dann von den Nationalsozialisten ermordet.

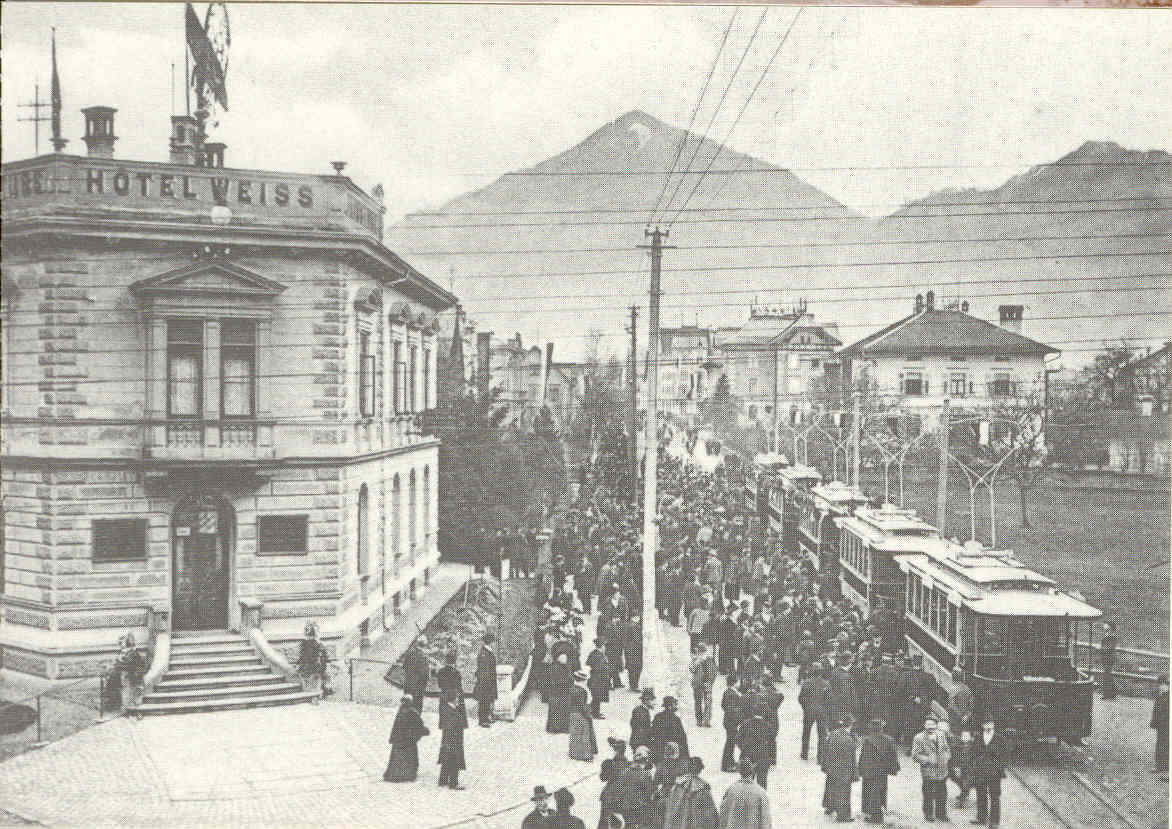
Eröffnung der EBDL in Dornbirn am 30. November 1902

In den 1870er Jahren begann sich die Textilindustrie im großen Stil anzusiedeln, was dem Land einen enormen Aufschwung brachte. 1872 wurde die Bahnstrecke Lindau–Bludenz eröffnet, die das Land an das deutsche und über die Zweigstrecke St. Margrethen–Lauterach auch an das Schweizer Bahnnetz anschloss. 1884 wurde Vorarlberg mit der Arlbergbahn über österreichisches Gebiet an den Rest der Monarchie angebunden. Die bis dahin bestehende jahrhundertealte Abhängigkeit von den schwäbischen Märkten in der Getreide- und Fleischversorgung war damit beendet.
Aufgrund der geografischen Situation des Kleinwalsertales, das von österreichischem Gebiet aus nicht auf Straßen erreichbar ist, und der seit 1878 verschärften Ein- und Ausfuhrbestimmungen Richtung Bayern wurde der Vertrag zwischen Österreich-Ungarn und dem Deutschen Reiche vom 2. Dezember 1890 über den Anschluß der vorarlbergischen Gemeinde Mittelberg an den deutschen Zollverband abgeschlossen, der 1891 in Kraft trat. Seine Bestimmungen gelten, soweit sie nicht durch EU-Regelungen gegenstandslos geworden sind, bis heute.
Nach zwei schweren Hochwassern in den Jahren 1888 und 1890 wurde die Rheinregulierung in Planung gegeben. Österreich schloss dazu 1892 ein Abkommen mit der Schweiz. Im Jahr 1900 konnte der erste der zwei Durchstiche, der sogenannte Fußacher Durchstich, eröffnet werden. 1923 wurde auch der Diepoldsauer Durchstich fertiggestellt. Somit wurde das Vorarlberger Rheintal vor Hochwässern weitgehend gesichert.
Um 1900 stand die Vorarlberger Industrie in voller Blüte, was zu großer Zuwanderung vor allem von Familien aus den italienischen Gebieten der Monarchie (z. B. aus dem Trentino) führte. Im Raum Bregenz betrug damals der Anteil italienischer Österreicher mehr als 20 Prozent der Gesamtbevölkerung. Die Errichtung der ersten Kraftwerke förderte diesen Trend weiter.
Die Bregenzerwaldbahn und die Straßenbahn namens Elektrische Bahn Dornbirn–Lustenau (EBDL) wurden 1902 eröffnet, diese vor allem auf Grund starker Förderung durch die Industrie. 1905 wurde die Bahnstrecke Bludenz–Schruns in Betrieb genommen. Die elektrische Straßenbahn zwischen Dornbirn und Lustenau wurde 1938 eingestellt und die Bregenzerwaldbahn 1980 durch Busse ersetzt, nachdem Hangrutschungen die Strecke verlegt hatten. Die Bahnstrecke Bludenz–Schruns wird bis heute als Privatbahn betrieben.

Eingemurte Häuser und Felder in Vandans nach dem „Jahrhunderthochwasser“ im Juni 1910

1906/07 wurde im Reichsrat, dem gesamtstaatlichen Parlament, das allgemeine, gleiche, direkte und geheime Männerwahlrecht beschlossen, nachdem die ärmeren Männer das Parlament seit 1896, allerdings mit geringerem Stimmgewicht, mitwählen hatten dürfen. Das Abgeordnetenhaus des Reichsrats umfasste nunmehr 516 Abgeordnete, von denen vier im Land Vorarlberg zu wählen waren. Vorarlberg war auf Grund seiner Bevölkerungszahl das Kronland mit der kleinsten Zahl an Abgeordneten. Reichsratswahlen nach dem neuen Wahlrecht fanden 1907 und 1911 statt.
Von einer Hochwasserkatastrophe im Juni 1910 sind das Montafon, der innere Walgau, das Klostertal, Feldkirch mit seiner Umgebung sowie der Inner-Bregenzerwald am schwersten betroffen worden. Dabei wurde die Strecke der Montafonerbahn zur Hälfte mehr oder weniger zerstört.
Das 1911 gewählte Parlament amtierte, 1914 bis 1917 vertagt, bis zum 12. November 1918. Seine deutschen Abgeordneten traten vom 21. Oktober 1918 an als Provisorische Nationalversammlung für Deutschösterreich zusammen und wählten den christlichsozialen Vorarlberger Reichsratsabgeordneten Jodok Fink zu einem der drei gleichberechtigten Präsidenten der Nationalversammlung. Fink legte dieses Amt allerdings vor der zweiten Sitzung zurück.
Am 30. Oktober 1918 wählte dieses neue Parlament durch den von ihm am gleichen Tag gebildeten Staatsrat die erste nichtmonarchische Staatsregierung; die Monarchie befand sich in völligem Zerfall. Kaiser Karl I. verzichtete am 11. November 1918 auf jeden Anteil an den Staatsgeschäften. Am 12. November erklärte sich Deutschösterreich zur Republik und zum Bestandteil der deutschen Republik. Im Ersten Weltkrieg fielen etwa 5000 Vorarlberger Soldaten, viele weitere wurden verwundet, die Zivilbevölkerung litt unter Mangelernährung und Kriegswirtschaft.

## Zwischenkriegszeit: Erste Republik und Ständestaatsdiktatur

Karte der Schweiz nach einem angedachten Anschluss von Vorarlberg

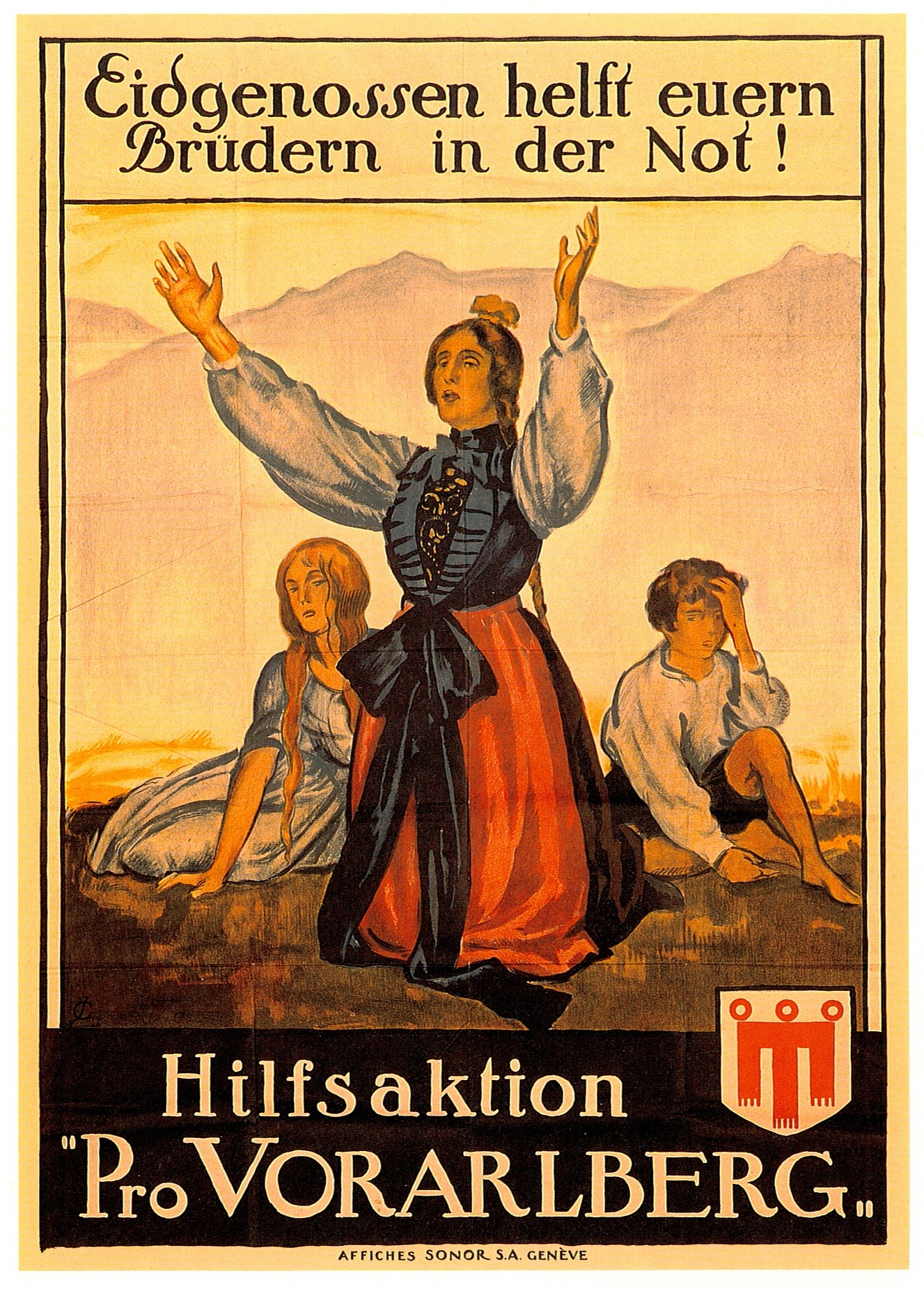
Werbeplakat des Komitées Pro Vorarlberg 1919/20 (Jules Courvoisier)

Am 3. November 1918 bildete sich in Bregenz die Provisorische Landesversammlung und beschloss am gleichen Tag: Vorarlberg ist ein eigenes selbständiges Land im Rahmen des deutschösterreichischen Staates. Zweifel an der Lebensfähigkeit dieses neuen Kleinstaates führten aber zu einer starken Bewegung für den Anschluss Vorarlbergs an die Schweiz.
Nachdem eine vom Lustenauer Ferdinand Riedmann gegründete Bürgerinitiative bis Februar 1919 die Unterstützung von 70 % der wahlberechtigten Vorarlberger vorweisen konnte, fand am 11. Mai 1919 eine Volksabstimmung zur Einleitung von Verhandlungen über den Beitritt des Landes zur Schweiz statt. Ca. 80 Prozent der stimmberechtigten Vorarlberger stimmten „für die Einleitung von Verhandlungen“.
Von November 1919 bis Juni 1920 brachte es ein privates Initiativkomitee in der Schweiz auf 29.336 Unterschriften zur Einleitung einer (Schweizerischen) Verfassungsinitiative für den Anschluss von Vorarlberg. Die Gründe für das Scheitern der Vorarlberger Anschlussbewegung und der Schweizerischen Aktion Pro Vorarlberg werden von Historikern auf beiden Seiten des (Alpen-)Rheins unterschiedlich beurteilt. Ein wesentlicher Faktor dürfte gewesen sein, dass der Beitritt des deutschsprachigen, katholischen Vorarlbergs zur Schweiz deren mühsam errungene Balance zwischen Sprachgruppen und Konfessionen stark verändert hätte.
Während dieser sezessionistischen Bewegung in Vorarlberg fungierte der geachtete Vorarlberger Politiker Jodok Fink von März 1919 bis Juli 1920 als Vizekanzler der großkoalitionären Staatsregierungen Renner I und Renner II in Wien.
In den 1920er Jahren kamen erstmals Touristen in größerer Zahl nach Vorarlberg.
1918 war der christlichsoziale Politiker Otto Ender zum Landeshauptmann gewählt worden und blieb dies vorerst bis 1930. 1930/31 fungierte er etwa ein halbes Jahr lang als Bundeskanzler, bis ihm der niederösterreichische Landeshauptmann Karl Buresch als Regierungschef nachfolgte, und kehrte dann als Landeshauptmann bis 1934 zurück; danach war er bis 1938 Rechnungshofpräsident und erhielt dann vom NS-Regime Aufenthaltsverbot in Vorarlberg.
Das christlich-konservative Vorarlberg wurde vom Bürgerkrieg 1934 gänzlich verschont. Als einziges Bundesland hat es damals nicht den Notstand ausgerufen. Der bereits diktatorisch regierende Bundeskanzler Engelbert Dollfuß beauftragte seinen Parteifreund Ender mit der Ausarbeitung der Verfassung für den folgenden Ständestaat, die 1934 als Maiverfassung undemokratisch in Kraft gesetzt wurde. Der Nationalsozialismus fand in Vorarlberg zwischen 1934 und 1938 „illegale“ Anhänger (die NSDAP war offiziell verboten).

## „Anschluss“ an das Deutsche Reich und Zweiter Weltkrieg
Unmittelbar nach dem Einmarsch der deutschen Truppen in Vorarlberg am 12. März 1938 begann die Geheime Staatspolizei (Gestapo) mit landesweiten „Säuberungen“. Den öffentlichen Beschimpfungen folgten in den meisten Fällen die Inhaftierung. Sieben der Verhafteten wurden schon wenige Tage nach der Machtübernahme der Nationalsozialisten in Konzentrationslager transportiert: Hugo Lunardon, Gendarmerie-Kommandant in Dornbirn, Paul Jäger, Stellvertreter des Sicherheitsdirektors, Kaplan Georg Schelling, Schriftleiter des Vorarlberger Volksblatts, Alfred Kothbauer, ehemaliger Spitzel der Sicherheitsbehörden, Anton Blum, Heimwehrkommandant von Dornbirn-Hatlerdorf, Emil Hercher, Kaufmann in Bregenz, und Anton Häfele aus Hard. Lunardon und Häfele kamen im KZ ums Leben, Schelling und Kothbauer waren bis zur Befreiung durch alliierte Truppen 1945 interniert, Jäger und Hercher wurden nach mehrjähriger Haft entlassen, Anton Blum gelang die Flucht in die Schweiz.
Das prominenteste Opfer der NS-Gewaltherrschaft in Vorarlberg war Provikar Carl Lampert. Er wurde in Hitler-Deutschland als ranghöchster Geistlicher am 13. November 1944 im Zuchthaus „Roter Ochse“ in Halle (Saale) hingerichtet. Nach dem NS-Opfer Johann August Malin - hingerichtet am 9. November 1942 in München-Stadelheim - wurde 1982 die Johann-August-Malin-Gesellschaft benannt, der sich der Erforschung der Vorarlberger Zeitgeschichte widmet. Im Online-Lexikon Verfolgung und Widerstand in Vorarlberg 1933–1945 auf der Website dieses Vereins werden die unter dem NS-Regime verfolgten Vorarlbergerinnen und Vorarlberger aufgelistet.
Vorarlberg wurde nach dem Anschluss an das nationalsozialistische Deutschland dem Gau Tirol-Vorarlberg und das Kleine Walsertal dem Gau Schwaben angeschlossen und von Innsbruck beziehungsweise von Augsburg aus verwaltet. Die bisherige Bezeichnung Land wurde gemäß dem Ostmarkgesetz am 1. Mai 1939 in Verwaltungsbezirk geändert. In den frühen 1940er-Jahren wurden in Vorarlberg 11.000 Südtiroler Optanten in schnell hochgezogenen Bauten angesiedelt. Unter den österreichischen Bundesländern hatte Vorarlberg die höchste Dichte an NSDAP-Mitgliedern. Lustenau wurde in dieser Zeit angeblich als Braunau am Rhein bezeichnet.
In Vorarlberg lebten 1938 noch 45 Juden. Diejenigen, die nicht in die nahe Schweiz geflohen waren, wurden nach Wien zwangsumgesiedelt oder direkt in Konzentrationslager deportiert; die jüdische Gemeinde in Hohenems wurde zwangsweise aufgelöst. 263 Menschen aus Vorarlberg fielen der NS-Euthanasie zum Opfer.
In Vorarlberg kam es während des gesamten Kriegs zu keinen größeren Kampfhandlungen. Beim Angriff der US-Luftwaffe am 1. Oktober 1943 auf  Feldkirch – nachdem zuvor die Bomber das geplante Angriffsziel, die Messerschmitt-Werke in Augsburg, nicht gefunden hatten – waren 168 Opfer zu beklagen (davon 81 Militärpersonen). Es wurde bei der Bombardierung ein Reservelazarett und das Mädchenheim der Lehrerbildungsanstalt getroffen.
Am 1. Mai 1945 rückten die Franzosen auf Bregenz vor, das zum Teil in Brand geschossen wurde. Bei diesem zweiten Fliegerangriff auf Vorarlberg waren keine Menschenleben zu beklagen, da die Bevölkerung bereits in die Luftschutzkeller geflüchtet war. Bis zum Kriegsende am 8. Mai hatten die Franzosen ganz Vorarlberg unter Kontrolle.

## Nachkriegszeit

### Ära Ilg: Französische Besatzung und Wiederaufbau (1945 bis 1964)

#### Französische Besatzung
Nach der Kapitulation der Wehrmacht und dem institutionellen Zusammenbruch des Großdeutschen Reiches wurde Vorarlberg neu gegründet. Im September 1945 kam das Kleinwalsertal wieder zu Vorarlberg.
Der erste Landeshauptmann Vorarlbergs im Besetzten Nachkriegsösterreich war Ulrich Ilg. Er wurde am 24. Mai 1945 von den Franzosen als Präsident des Vorarlberger Landesausschusses eingesetzt. Am 25. November 1945 wurde er in der ersten freien Landtagswahl zum Landeshauptmann gewählt, regierte danach das Land in mehreren Gesetzgebungsperioden bis zum 18. Oktober 1964 und war maßgeblich am Aufbau des Landes beteiligt.
In den Jahren 1945 und 1946 wurden 3200 Vorarlberger interniert und jeder Zehnte wurde dem Staatsanwalt vorgeführt. Die Franzosen versuchten damit Kriegsverbrecher dingfest zu machen.
In den ersten Nachkriegsjahren mussten neben der Zivilbevölkerung über 65.000 Kriegsflüchtlinge und Heimatvertriebene versorgt werden. Dies gelang Frankreich aufgrund der Verwüstungen in ihrem eigenen Land mehr schlecht als recht. Diese Situation konnten sie erst mit Hilfe der Amerikaner und der UNRRA in den Griff bekommen.
Anfang der 1950er Jahre musste man davon ausgehen, dass im Zweiten Weltkrieg mehr als 7.000 Vorarlberger als Soldaten auf deutscher Seite ums Leben gekommen waren.
Die französische Besatzungszeit wurde von der Bevölkerung überwiegend als nicht so stark belastend empfunden wie die britische oder sowjetische Besatzung in anderen Bundesländern Österreichs. Das Verhältnis war generell ein gutes.
Mangels finanzieller Potenz der französischen Besatzer übernahmen vermehrt Schweizer Unternehmen Aufbauhilfearbeiten in Vorarlberg. Dies führte zum Abschluss des sog. Grenzgängervertrages, der in geänderter Fassung auch heute noch Gültigkeit besitzt. Der wirtschaftliche Wiederaufstieg Vorarlbergs geschah aufgrund dieser Maßnahmen schneller als im restlichen Österreich.
1953 mussten die Franzosen aus finanziellen Gründen Vorarlberg für kurze Zeit räumen. Danach wurde das Land nicht mehr komplett besetzt. Nach Abschluss des Staatsvertrags verließ am 26. Oktober 1955 der letzte ausländische Besatzungssoldat Österreich.

#### Wirtschaftswunder
Nach dem Krieg hatte die Wirtschaft mit den Schwierigkeiten der Nachkriegszeit zu kämpfen.
Dies führte zu etlichen Neugründungen von Unternehmen.
Neben den Unternehmensgründungen gingen auch etliche Veranstaltungen wie 1946 die Bregenzer Festspiele und 1949 die Dornbirner Messe in Betrieb. Die Festspiele feierten 2005 ihr 60-jähriges Bestehen. Die Dornbirner Messe war indes das Aushängeschild der Textilindustrie, die ab Ende der 40er-Jahre bis zur Weltwirtschaftskrise 1981 in Vorarlbergs Wirtschaft tonangebend war: Schon 1951 waren 50 % der Beschäftigten in der Textilindustrie tätig. Die guten Gewinne in der Textilindustrie hatten eine weitere Expansion und einen Arbeitermangel zur Folge, der jedoch auch durch die niedrigen Löhne herbeigeführt wurde.
Dies führte in der Folge zu einer großen Zuwanderung. Die größte Einwanderungsgruppe zwischen 1951 und 1971 bildeten junge Menschen aus der Steiermark und Kärnten (zw. 1951 und 1966: 32.500). Die Landesregierung versuchte, darauf mit diversen Maßnahmen zu reagieren, insbesondere mit dem sogenannten Alemannenerlass von 1961. Ab ca. 1966 dominierten unter den zuwandernden Männern und Frauen ausländische Gastarbeiter, meist aus Jugoslawien und der Türkei.
Einen Rückschlag, aber auch Impuls für den Ausbau des Hinterlands, brachte die Lawinenkatastrophe von 1954, mit insgesamt 125 Toten.

### Wirtschaftsblüte und Revolten (1964 bis etwa 1985)

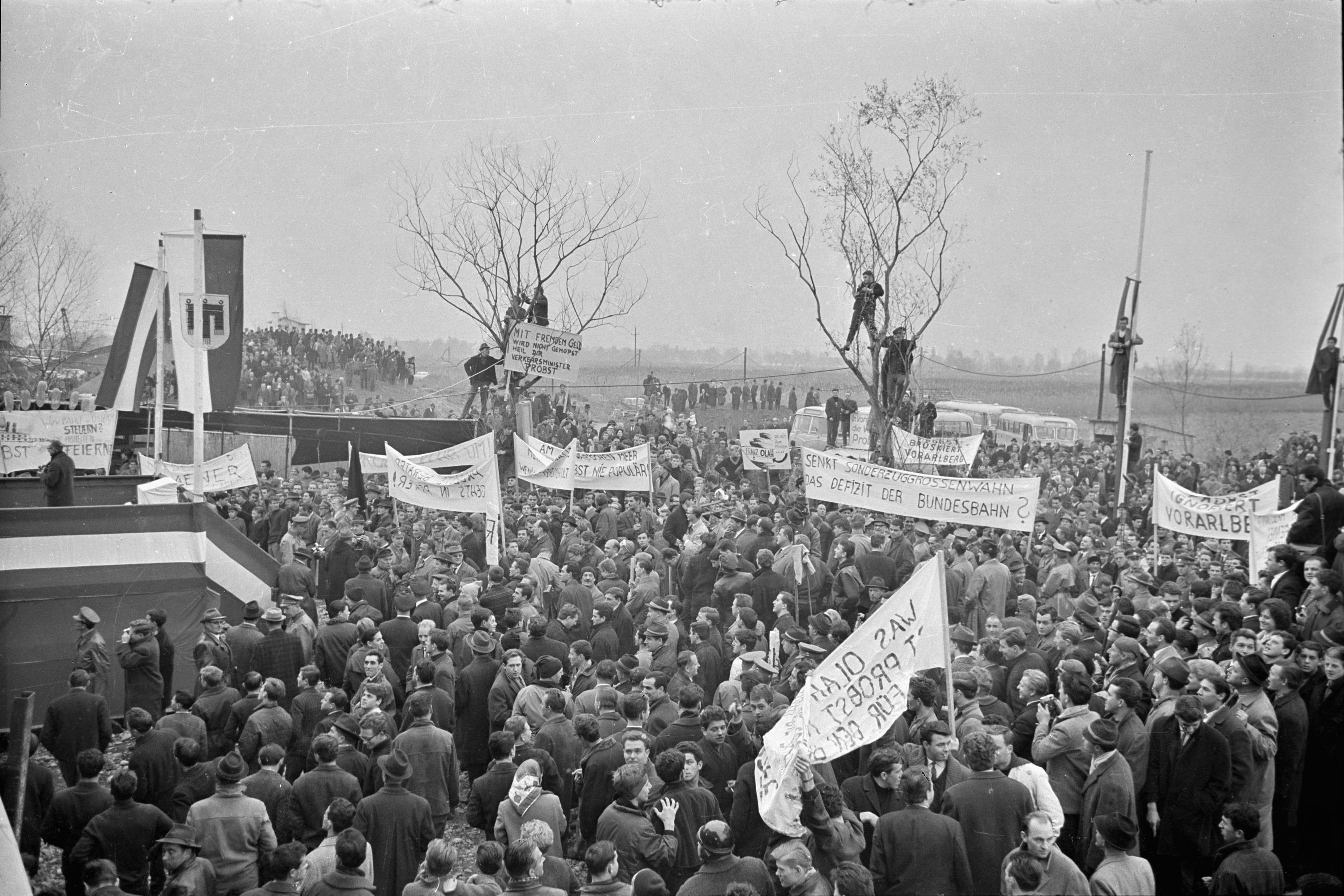
Demonstration anlässlich der Schiffstaufe in Fußach 1964

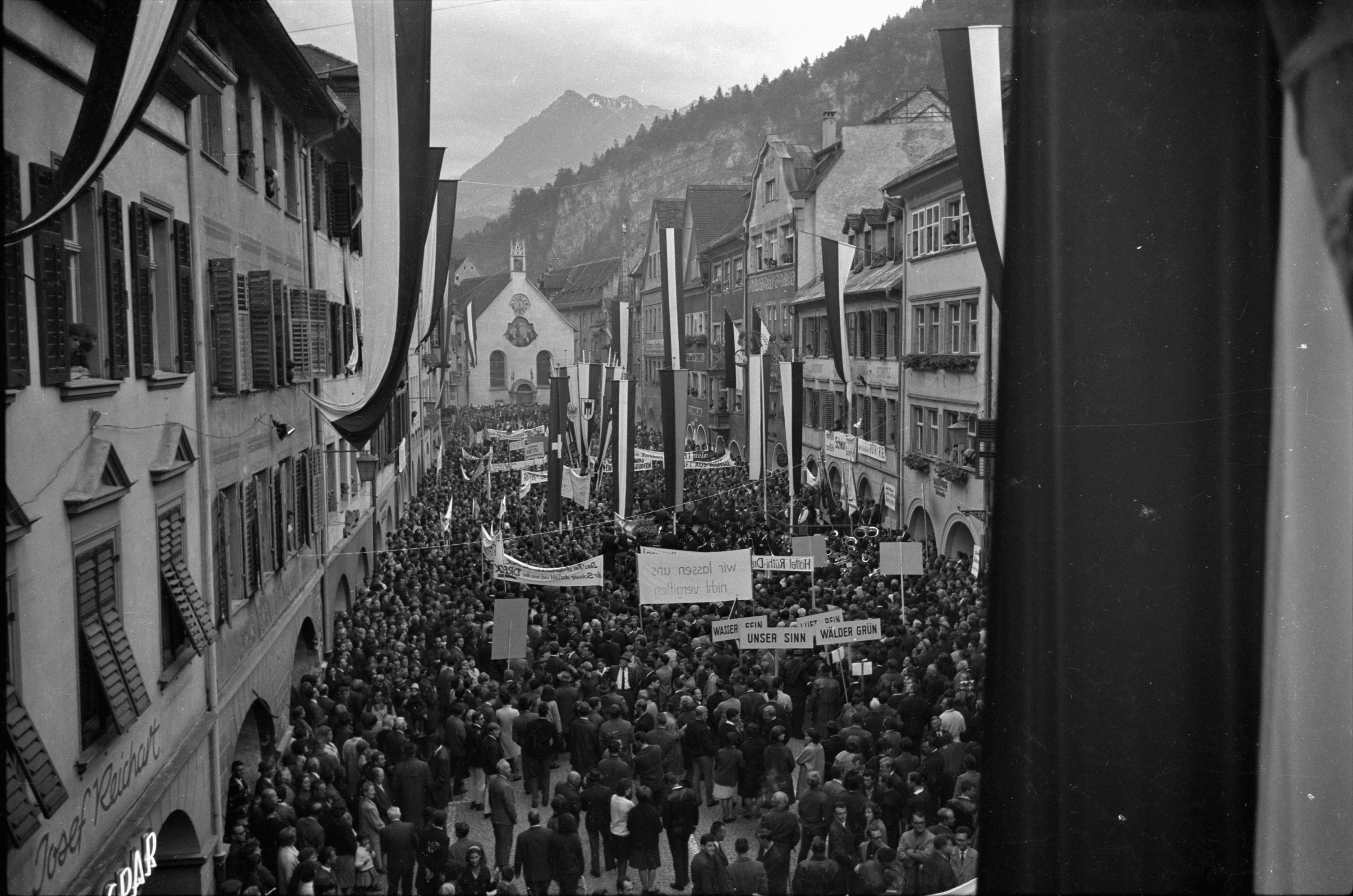
Demonstration gegen das Kraftwerk Rüthi in Feldkirch 1965

Im Jahre 1964 kam es zu einer Affäre bei einer Schiffstaufe in Fußach. Der Taufe ging ein langer Streit über den Namen des Bodenseeschiffs Vorarlberg voraus, vor dem Hintergrund einer Machtprobe zwischen dem konservativ regierten Vorarlberg und dem sozialdemokratisch geführten Verkehrsministerium.
Ulrich Ilg übergab die Amtsgeschäfte am 18. Oktober 1964 an Herbert Keßler, der bis 1987 als Landeshauptmann der Landesregierung vorstand.
Am 7. Oktober 1968 wurde ein Vertrag zwischen der Republik Österreich und dem Heiligen Stuhl geschlossen, der eine Errichtung einer eigenen Diözese für Vorarlberg, die Diözese Feldkirch, ermöglichte. Am 15. Dezember 1968 fand die kanonische Errichtung statt. Vorarlberg war seit 1817 unter der Kontrolle des Bistums Brixen gestanden, von wo es von einem Generalvikar verwaltet wurde.
1972 wurde die Bodenseekonferenz zum ersten Mal abgehalten. Sinn der Bodenseekonferenz war und ist die Zusammenarbeit der Bodensee-Anrainerstaaten. Das Land Vorarlberg war neben Baden-Württemberg, Bayern sowie den Kantonen Thurgau, St. Gallen und Schaffhausen Gründungsmitglied der heutigen Internationalen Bodensee Konferenz (IBK), später wurde die Gebietskulisse um Appenzell Inner- und Ausserrhoden (1995) sowie Zürich und Liechtenstein (1998) erweitert.
In den 70er-Jahren fanden einige erfolgreiche Anti-Atom-Proteste gegen das AKW Rüthi, das in der Schweiz an der Grenze zu Österreich gebaut werden sollte, statt. Unter anderem auch deswegen stimmten 1978 80 Prozent der Vorarlberger gegen die Inbetriebnahme des Atomkraftwerkes Zwentendorf. Sie bilden damit das Zünglein an der Waage. Ohne Vorarlberg hätte es österreichweit ein knappes „Ja“ zur Inbetriebnahme gegeben.
Im selben Jahr wurde der Arlberg-Straßentunnel eröffnet. Somit erhielt Vorarlberg eine verlässliche Straßenverbindung über österreichisches Gebiet.
Bis zur Weltwirtschaftskrise entwickelte sich die Textilindustrie prächtig. Dies führte zur Einwanderung vieler Gastarbeiter, die sich vor allem im Großraum Dornbirn-Bregenz niederließen. Zur damaligen Zeit arbeiteten bis zu 60 Prozent der Beschäftigten in der Textilindustrie.
In einem erdrutschartigen Wahlerfolg im Jahre 1983 gelang es einem Bündnis von Grün-Gruppierungen, über 13 Prozent bei der Landtagswahl zu erreichen. Dies hatte zur Folge, dass neben den drei etablierten Parteien eine vierte Klubstatus erlangte. Platzprobleme im Landhaus waren die Folge, weil der eben erst neu errichtete Komplex nur für drei Landtagsklubs ausgelegt worden war.
1983 erhielt Hohenems das Stadtrecht und wurde somit die fünfte Stadt Vorarlbergs.

### Grenzöffnung und Neuorientierung der Wirtschaft (1984 bis heute)
Am 9. Juli 1987 löste Martin Purtscher den Landeshauptmann Herbert Keßler ab. Martin Purtscher wurde am 2. April 1997 von Herbert Sausgruber abgelöst, der seinerseits am 7. Dezember 2011 von Markus Wallner beerbt wurde.
Ab 1981 erlebte die Vorarlberger Textilindustrie ihren Niedergang. In den 80er-Jahren mussten etliche große Unternehmen ihre Tore für immer schließen. Die Textilindustrie wurde nun von der Metall-, Elektronik- und Lebensmittelindustrie ersetzt, die heute den Großteil der Beschäftigten stellen. Zudem hat sich das Dienstleistungsgewerbe, vor allem der Tourismus, seit den 70er-Jahren gut entwickelt. Heute wird jeder vierte Euro in Vorarlberg durch den Tourismus erwirtschaftet. Das Land zählt heute zu den stabilsten Wirtschaftsräumen Europas.
Die EU-Erweiterung im Jahr 1995 wirkte sich auf die Vorarlberger Wirtschaft äußerst positiv aus. Vorarlberg hat sich jedoch genauso wie die anderen Bundesländer Österreichs nun endgültig zu einem Transitland entwickelt, was zu enormen Steigerungen des Straßenverkehrs führte. Zudem förderten der hohe Wert des Schweizer Frankens und die niedrige Dieselbesteuerung einen regelrechten Tanktourismus, der sich mittlerweile negativ auf die CO2-Bilanz auswirkt.
Im Mai 1999 und im August 2005 kam es zu schweren Hochwassern, bei denen weite Teile des Landes überflutet wurden.